# Parque Científico y Tecnológico de Castilla-La Mancha

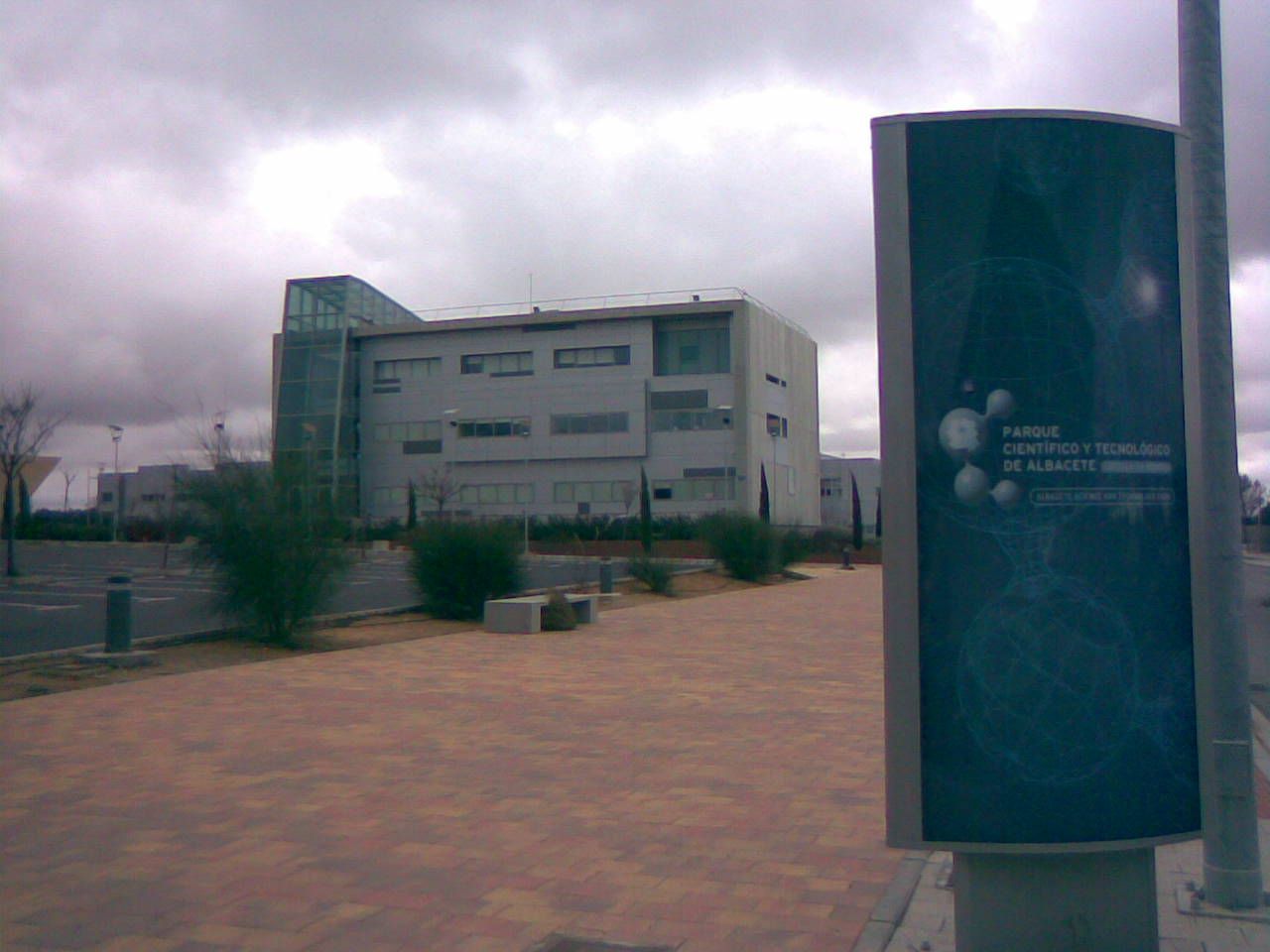
Centro de Emprendedores del parque, Albacete

El Parque Científico y Tecnológico de Castilla-La Mancha (PCTCLM) es un parque tecnológico de ámbito científico y empresarial con sede en la ciudad española de Albacete y una subsede en Guadalajara.
Surgió en 2001 con la creación de la Fundación Parque Científico y Tecnológico de Albacete, cuyo patronato estaba formado por la Junta de Comunidades de Castilla-La Mancha, la Universidad de Castilla-La Mancha, el Ayuntamiento de Albacete y la Diputación de Albacete. En 2014 se fusionó con el Parque Científico y Tecnológico de Guadalajara. 
Su propósito es el de reunir el conjunto de iniciativas innovadoras y de crear un ambiente de emprendedores en la región. Está especializado en Aeronáutica, TIC, Energías Renovables, Medio Ambiente, Automática, Robótica y Biomedicina.

## Historia
El primer edificio del parque fue el Instituto de Investigación en Informática de Albacete (I³A), inaugurado el 1 de marzo de 2005 y que acoge a grupos de investigación de la Escuela Superior de Ingeniería Informática donde nacen empresas spin-off.
El 12 de mayo de 2006 fue inaugurado el Centro de Emprendedores, actual sede administrativa del parque, que acoge a diversas empresas de corte tecnológico. En este edificio y como una parte más de la fundación, el 18 de diciembre de 2006 nació el Centro de Apoyo Tecnológico a Emprendedores con la motivación de impulsar el uso y el desarrollo de las nuevas tecnologías en el ámbito empresarial, administrativo y doméstico.
Posteriormente se unió al parque el edificio que alberga el Centro Tecnológico de Automática y Robótica y el Centro de Investigación de Energías Renovables. En la segunda fase del proyecto está prevista la creación de otros edificios propios para empresas.
En 2019 se instaló un punto de carga semirrápida para vehículos eléctricos.

## Centros

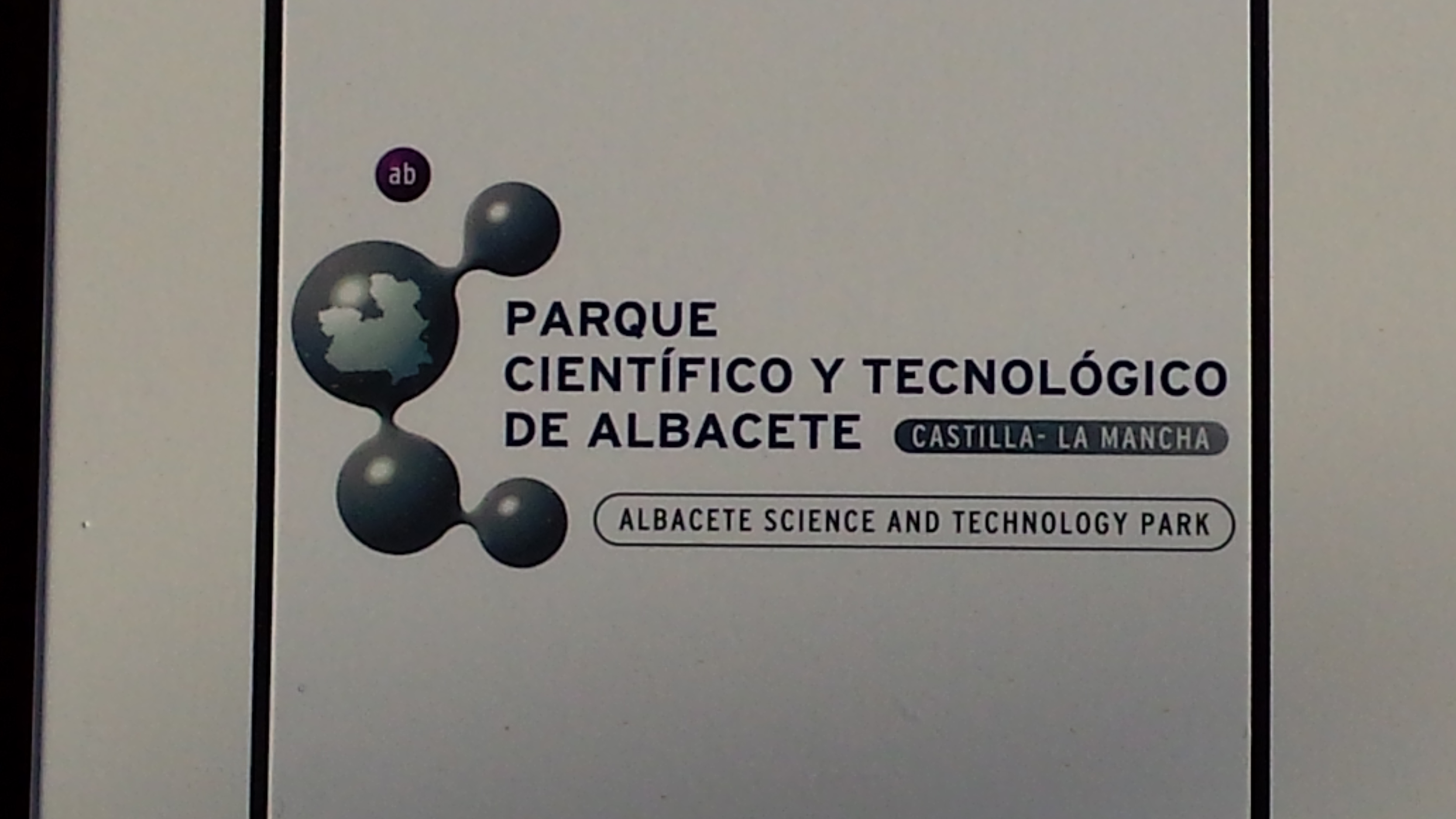
Logo del Parque Científico y Tecnológico de Albacete antes de su nueva denominación

En Albacete, los centros que componen el Parque Científico y Tecnológico son:
Ámbito empresarial:
- Centro de Emprendedores
- Centro de I+D de Empresas
- Bio-incubadora

Ámbito científico:
- Centro Regional de Investigaciones Biomédicas
- Instituto de Investigación en Informática de Albacete
- Instituto de Desarrollo Industrial
- Instituto de Investigación en Energías Renovables
- Centro de Apoyo Tecnológico de Castilla-La Mancha
- Instituto Técnico Agronómico de Albacete (ITAP)
- Instituto de Recursos Humanos para la Ciencia y la Tecnología (INCRECYT)

Además, en Guadalajara se encuentra una subsede.

## Empresas
El Parque Científico y Tecnológico de Castilla-La Mancha en Albacete alberga numerosas empresas de base tecnológica, como Ingeteam, Delaware o Proteos, que generan cientos de puestos de trabajo.

## Eventos

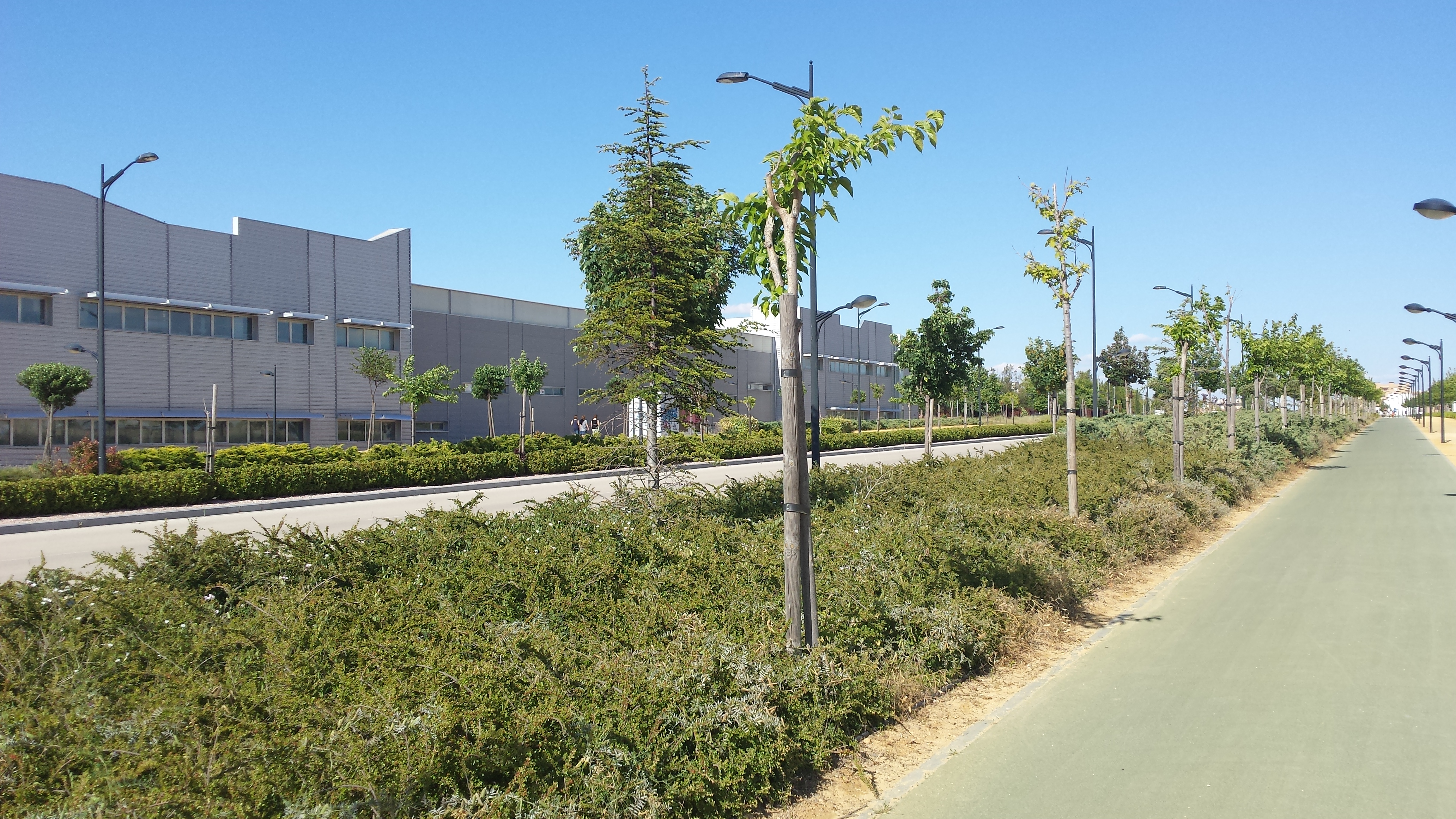
Vista del edificio que alberga las sedes del Instituto de Investigación en Energías Renovables (IER) y del Instituto de Desarrollo Industrial (IDI) del Parque Científico y Tecnológico de Castilla-La Mancha desde la Vía verde de La Pulgosa en la Avenida de La Mancha, Albacete.

En 2006 el Parque Científico y Tecnológico de Albacete formó parte de las instalaciones del Campus Multidisciplinar en Percepción e Inteligencia de Albacete 2006, el único evento en español que celebró los 50 años de la Inteligencia Artificial (Conferencia de Dartmouth). Fue un evento de marcado carácter internacional que contó con la presencia de cientos de ponentes europeos y americanos, entre ellos Rodolfo Llinás, José Mira Mira, Héctor Geffner, Gustavo Deco o Ramón López de Mántaras.

## Situación y accesos

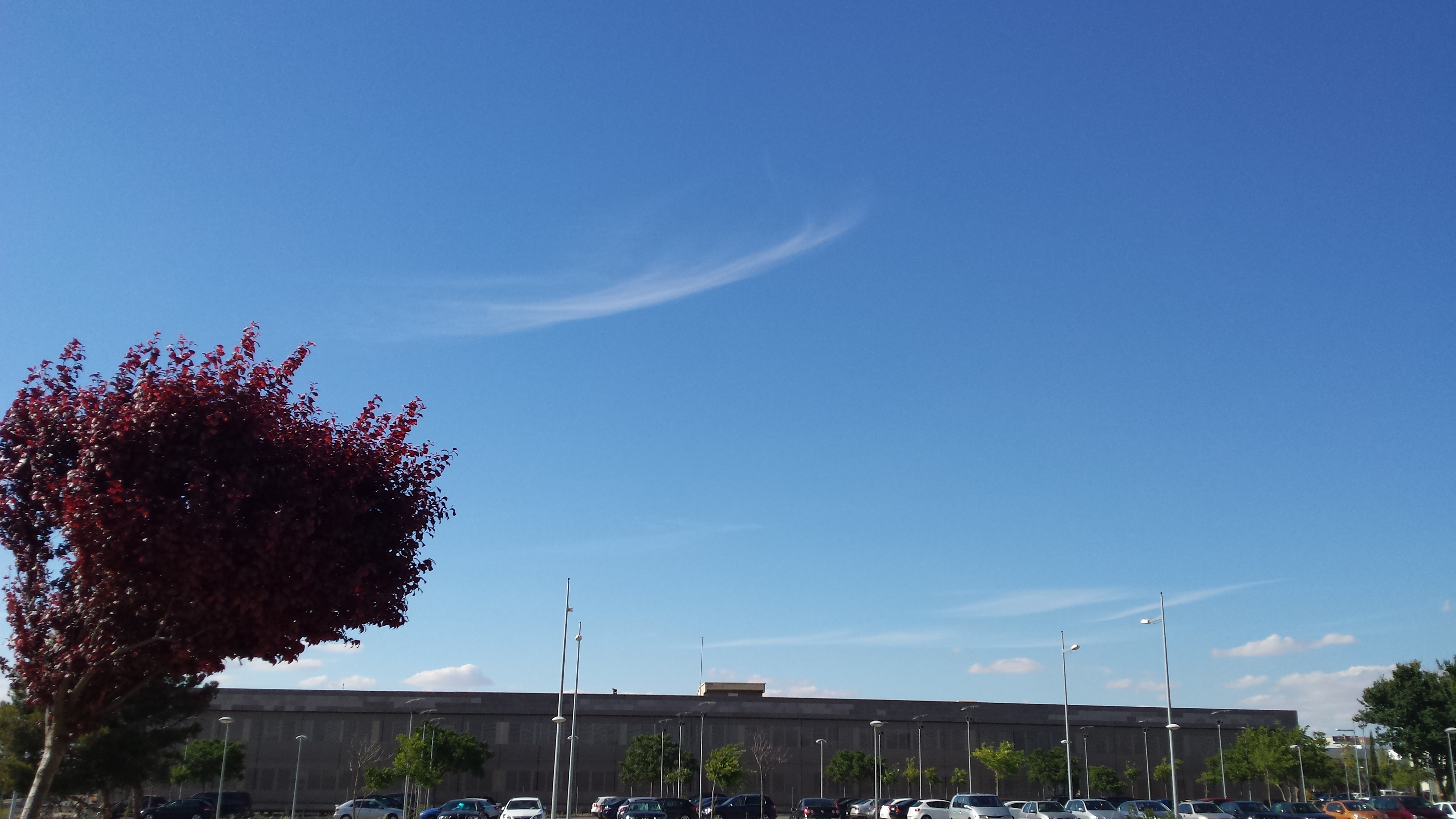
Centro I+D Empresas, Albacete

El Parque Científico y Tecnológico de Castilla-La Mancha está situado al sur de la ciudad de Albacete, junto a la Universidad de Castilla-La Mancha y frente al Jardín Botánico de Castilla-La Mancha. La subsede de Guadalajara se encuentra en el norte de la ciudad.

### Transporte público
En Albacete, en las inmediaciones del parque, existen varias paradas de taxi. Además, mediante la red de autobuses urbanos de Albacete, queda conectado con el resto de la ciudad mediante las siguientes líneas: 
| Línea | Trayecto                         | Recorrido | Frecuencia | Número de parada |
| ----- | -------------------------------- | --------- | ---------- | ---------------- |
|       | Campus-Vereda                    | Recorrido | 11 minutos | 11 y 12          |
|       | Campus-Hospital Perpetuo Socorro | Recorrido | 12 minutos | 11 y 12          |